# Laurel und Hardy: Wohnungsagenten
Dick und Doof als Wohnungsagenten (Originaltitel: Another Fine Mess) ist ein US-amerikanischer Kurzfilm von Laurel und Hardy. Der Film hatte seine US-Premiere am 29. November 1930, deutsche Erstaufführung war 1932 in der Originalfassung mit deutschen Untertiteln. Andere deutsche Titel waren „Dick und Doof, die Mustergatten“ und „Endstation Villa Bockschuss“. Der Film basiert auf dem Stummfilm Duck Soup von 1927.

## Handlung
Stan und Ollie sind Landstreicher und auf der Flucht vor einem Polizisten, der sie wegen Landstreicherei verhaften will. Sie flüchten in den Keller von einem Haus, das Oberst Bockschuss gehört, der gerade auf dem Weg auf eine Safari ist und seinen Dienstboten anordnet, sie sollen das Haus vermieten. Kurz nach seiner Abreise beschließen auch das Dienstmädchen Agnes und der Butler Johann, sich Urlaub zu nehmen und das Haus erst später zu vermieten. Diese Chance nutzen Stan und Ollie und lassen es sich im Haus gut gehen. Bald erscheint jedoch ein Paar und stellt sich als Mietinteressenten vor. Nun müssen Stan und Ollie improvisieren und Ollie verkleidet sich als Oberst, während Stan immer wieder zwischen Dienstmädchen Agnes und Butler Johann wechselt. Inzwischen kommt im Taxi der echte Oberst Bockschuss darauf, dass er Pfeil und Bogen vergessen hat, und muss noch einmal zurückkehren. Kurz bevor Stan und Ollie (immer noch in ihrer Tarnung) das Haus verlassen wollen, erscheint der Oberst und ist erzürnt. Er ruft die Polizei, die versucht, auf Stan und Ollie, nun verkleidet als Ochse, zu schießen, was den immer wiederkehrenden Gag zur Folge hat, dass Stan und Ollie mit zerfetzten Hosen zu sehen sind.

## Hintergrund zum Film und zur deutschen Synchronfassung
- Die Geschichte basiert auf einer Geschichte Arthur J. Jeffersons, Stans Vater, welcher sie 1908 verfasste.

## Deutsche Fassungen
- Der Film erschien erstmals 1932 unter dem Titel Zwei Kuckuckseier gekürzt in Deutschland.[1]
- 1961 wurde der Film von der Beta-Technik synchronisiert. Die Dialoge schrieb Wolfgang Schick, Regie führte Manfred R. Köhler und die Musik steuerte Conny Schumann bei. Walter Bluhm sprach Stan Laurel und Arno Paulsen Oliver Hardy. Niels Clausnitzer ist als Butler Johann zu hören und Marianne Wischmann lieh Lady Pflaumbaum ihre Stimme.[1] Die Uraufführung dieser Fassung fand am 31. Januar 1964 unter dem Titel Dick und Doof als Wohnungsagenten statt. Diese Fassung wurde auf DVD veröffentlicht.
- Eine weitere deutsche Fassung wurde bei der Internationalen Film-Union (IFU) erstellt. Die Dialoge schrieb Helmut Harun. Stan und Ollie wurden erneut von Bluhm und Paulsen gesprochen.